# Pychtino
Pychtino is een station van de Solntsjevskaja-radius van de Moskouse metro dat op 6 september 2023 is geopend. Het station ligt in Vnoekovo bij het wooncomplex "Solntsevo-Park" en het dorp Pychtino. 

## Geschiedenis
Het in februari 2015 door de Okroeg Novomoskovski ingediende ontwerp ging nog uit van een opening tussen 2025 en 2035. In oktober 2017 werd aangenomen dat de uitwerking van de plannen binnen anderhalf jaar gereed zou zijn en begin mei 2018 kondigde het hoofd van de afdeling stedebouw, A. Botsjkarjev, aan dat de bouw nog in 2019 kon beginnen met een bouwtijd van drie jaar. 
In mei 2019 heeft het dorpsraad van Vnoekovskoje een lijst met wijzigingsvoorstellen opgesteld voor het ontwerp van het station. Deze werden opgesteld naar aanleiding van wensen van het dorp Pychtino en Solntsevo Park. Deze wijzigingen werden in juni 2020 goedgekeurd.
Op 10 februari 2023 kende de burgemeester van Moskou, Sergei Sobjanin, de naam Pychtino toe aan het station.
Op 6 september 2023, een jaar na de geplande datum, werd het station geopend als onderdeel van de verlenging van Rasskazovka naar Vnoekovo.

## Chronologie
De bouwleiding is in handen van Mosinzjproject, de uitvoerder van het ontwikkelingsprogramma van de Moskouse metro.
- Augustus 2019 Begin van het bouwrijp maken van het terrein, de bouw van het station begon in  februari 2020.
- Mei 2020: Bouw van de startschacht voor de tunnelboormachines voor de tunnels richting van Rasskazovka.
- Medio augustus 2020: De bouw van de damwand rond het bouwterrein is gereed.
- 20 maart 2021: begin van het boren van de linker tunnel tunnelbuis tussen Pychtino en Rasskazovka.
- 14 mei 2021: begin van het boren van de rechter tunnel tunnelbuis tussen Pychtino en Rasskazovka.
- Medio mei 2021: De bouwput is uitgegraven en de leidingen zijn omgeleid.
- 20 december 2021: De linker tunnelbuis naar Rasskazovka met een lengte van meer dan 2,1 km is gereed.
- 18 januari 2022: Tunnelboormachine Roza begint met het boren van de linker tunnelbuis tussen  Pychtino en Vnoekovo.
- 2 juni 2022: voltooiing van de eerste tunnel van de Solntsevskaja-lijn van de metro van Moskou naar de luchthaven Vnoekovo.

## Ligging en inrichting
Het station ligt in de helling van de noordelijke oever Pychtino-vijver een stuwmeertje in de Likova dat ten zuiden van het station ligt. Aan de noordkant loopt de Borovskoje Sjosse langs het station. Het perron ligt vrijwel oost-west en is toegankelijk via het toegangsgebouw boven de tunnels aan de oostzijde. Aan de westzijde kruist het metrotracé de Likova met een ruim 450 meter lange brug voordat de tunnel naar het eindpunt Aeroport Vnoekovo bereikt wordt.
Het semi-ondergrondsestation heeft een eilandperron en een glazenwand op het zuiden. De wand langs het noordelijke spoor is opgesierd met de bouwtekeningen van vliegtuigen van de Russische vliegtuigfabrikant Toepolev uit de tijd van de Sovjet-Unie op een oranje achtergrond. Het oudste toestel is de ANT-3 een propellervliegtuig uit 1925, het jongste is de supersonische Toepolev Tu-160 uit 1981. De buitenkant van de liftkoker is voorzien van een informatiepaneel met uitleg over de getoonde toestellen. De verlichting boven het perron is vormgegeven als uitvergrote straalmotoren die verticaal zijn opgehangen. 
De stationshal en het perron zijn onderling verbonden met een lift en drie roltrappen. De roltrappen zijn geplaatst in een paraboolvormige schacht  zodat uitstappers vanaf de roltrap goed zicht hebben op het model van de Toepolev Tu-144, het supersonische passagiersvliegtuig van de Sovjet-Unie, dat in de stationshal boven de roltrappen hangt.

Roltrappen en lift in de stationshal.
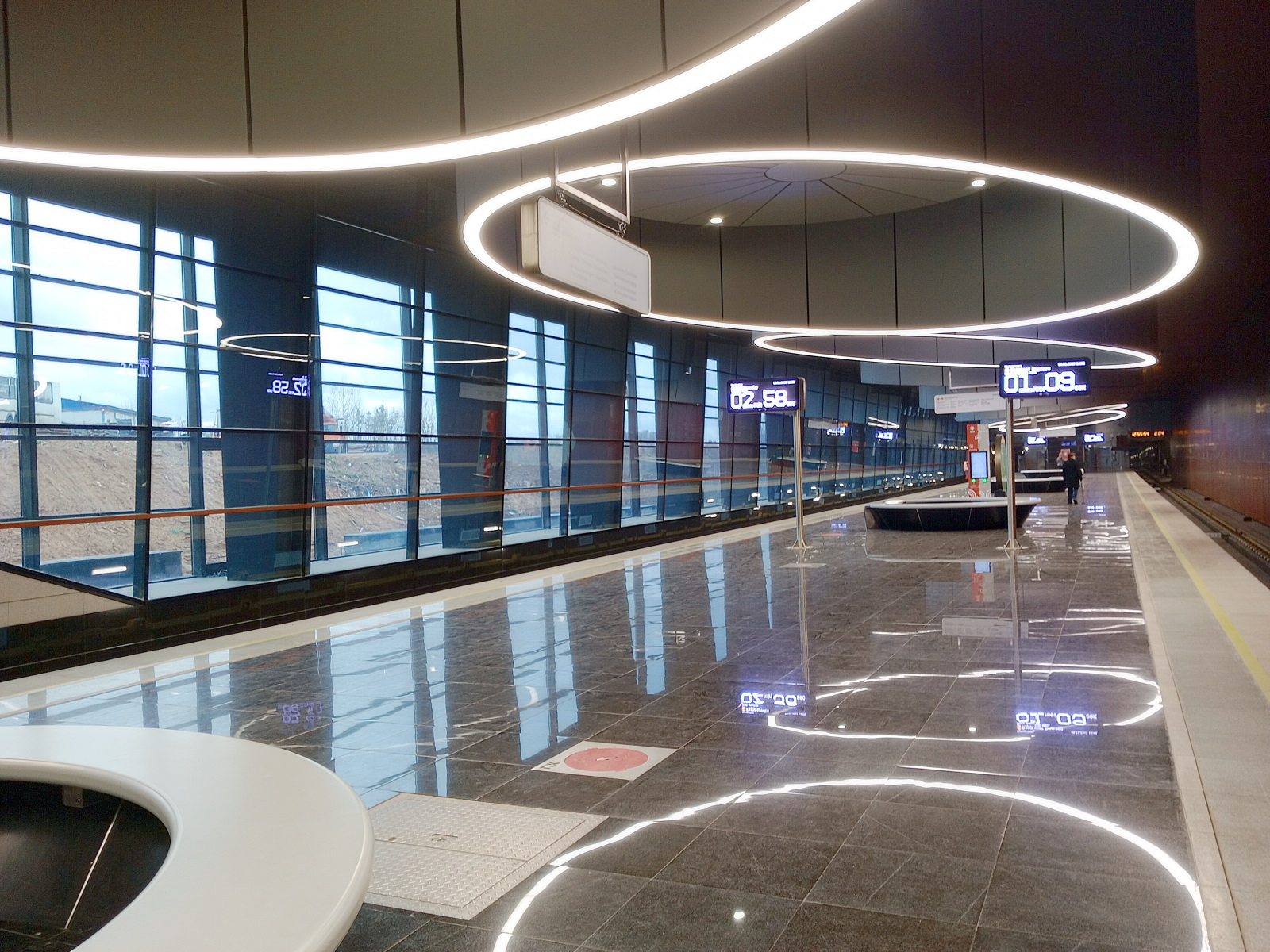
Het perron gezien uit het oosten.
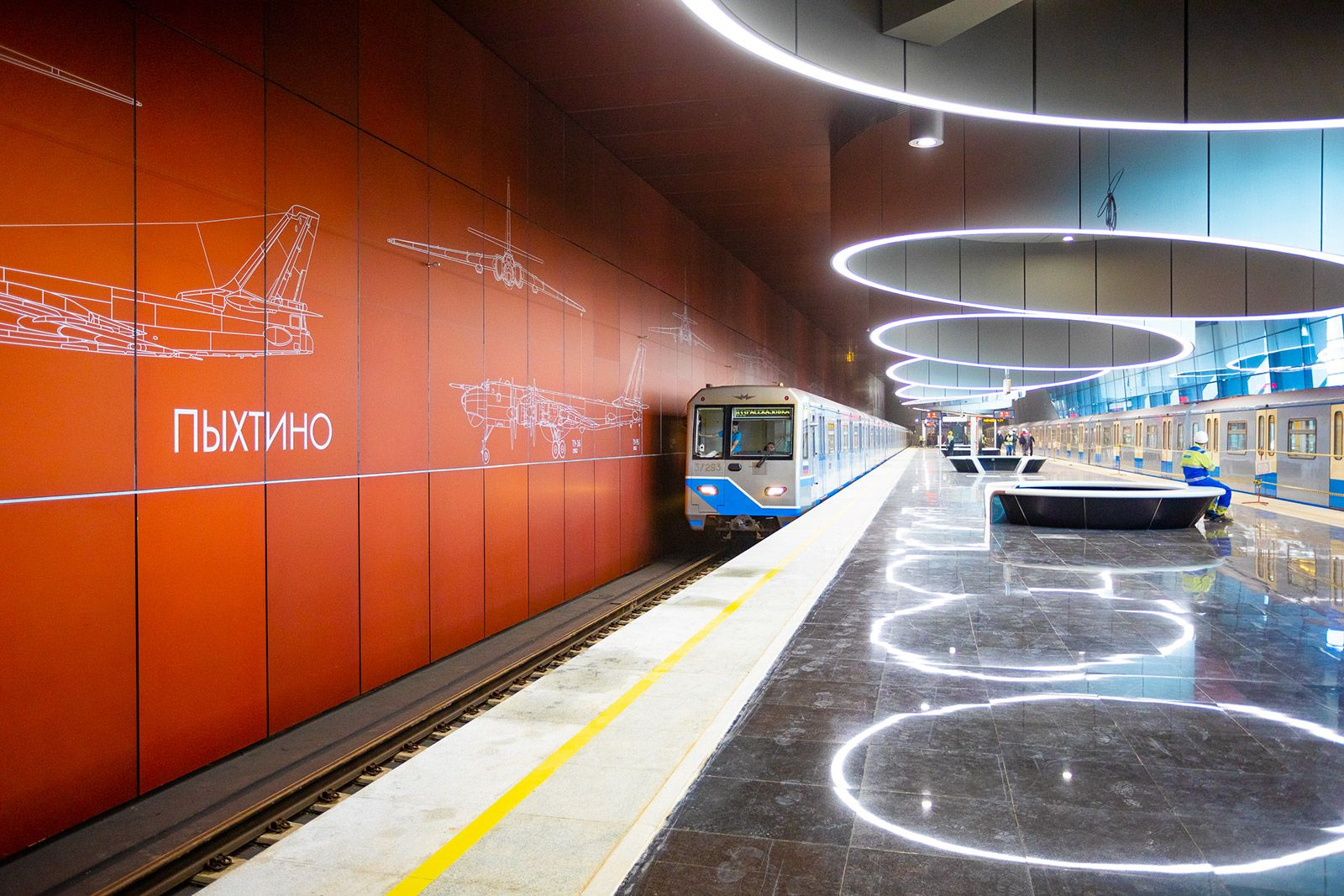
Metrostellen langs het perron, gezien uit het westen.